# 拉圖許犬吻蝠
拉圖許犬吻蝠 (Tadarida latouchei) 是一種犬吻蝠科蝙蝠，分布於中國、日本與泰國。